# فهرست وبگاه‌های مسدودشده در چین
در سپتامبر ۲۰۱۸ حدود ۱۰٬۰۰۰ نام دامنه در سرزمین اصلی چین تحت سیاست سانسور اینترنت کشور مسدود شده‌است، که مانع از دسترسی کاربران به وب سایت‌های ممنوعه از داخل کشور می‌شود.
این فهرستی از مهم‌ترین وب سایت‌های مسدود شده در کشور است. این صفحه به مناطق اداری ویژه هنگ کنگ و ماکائو که اکثر قوانین چینی اعمال نمی‌شود و همچنین به تایوان اعمال نمی‌شود، اعمال می‌شود.
توجه داشته باشید که بسیاری از سایت‌های ذکر شده ممکن است گاهی اوقات یا حتی به‌طور مرتب در دسترس باشند، بسته به محل دسترسی یا رویدادهای جاری.

## چند وب سایت دارای رتبه بالا مسدودشده در چین
| وضعیت جاری                  | طول ممنوعیت  | نوع          | وب سایت             | رتبه‌بندی Alexa |
| --------------------------- | ------------ | ------------ | ------------------- | -------------- |
| ممنوع                       | ۲۰۱۴ تا الان | Email        | Gmail               | ۱              |
| رفع ممنوعیت                 | مشخص نیست    | Maps         | Chinese Google Maps | ۱۸۱            |
| ممنوع                       | ۲۰۱۴ تا الان | Social       | Instagram           | ۳۲             |
| ممنوع                       | ۲۰۱۱ تا الان | Pornography  | Xvideos             | ۵۱             |
| نیمه ممنوع (دسترسی با IPV6) | ۲۰۱۵ تا الان | Encyclopedia | Chinese wikipedia   | ۶              |
| ممنوع                       | ۲۰۱۸ تا الان | News         | BBC                 | ۱۰۰            |
| ممنوع                       | ۲۰۱۸ تا الان | Entertaiment | HBO                 | ۵۵۶۴           |
| ممنوع                       | ۲۰۱۴ تا الان | Messaging    | Viber               | ۱۶۶۵           |
| رفع ممنوعیت                 | ۲۰۱۳ تا الان | Blog         | UrbanSurvival Blog  | ۶۳٬۹۱۳         |
| رفع ممنوعیت                 | ۲۰۱۹ تا الان | Vpn          | Purevpn             | ۳۳٬۶۲۳         |
| ممنوع                       | ۲۰۱۹ تا الان | Vpn          | StrongVpn           | ۳۳٬۵۵۳         |

## خدماتی برای تعیین اینکه آیا وب سایت شما در چین مسدود شده است یا خیر dieGreat Firewallمسدود شده
| نام                      | به موقع | تذکر |
| ------------------------ | ------- | --- |
| فایروال چین و تست انطباق | ✓       | بررسی کنید که آیا فایروال بزرگ چین وب سایت شما را در زمان واقعی مسدود می کند یا خیر. همچنین، مطمئن شوید که دامنه شما دارای مجوزهای ICP لازم برای میزبانی محتوای وب در فایروال است. |
|                          |         | |